# Josef Breuer (Schachspieler)
Josef Johann Breuer (* 7. Januar 1903 in Köln; † 2. August 1981 in Wildbergerhütte) war ein deutscher Komponist im Schach.

## Schachkomposition
Im Alter von 13 Jahren erlernte Breuer das Schachspiel. Er wurde Mitglied (und später Vorsitzender) im Kölner Schachclub 1861 und war zunächst Schachspieler. Ab 1923 verlegte er den Schwerpunkt auf die Schachkomposition. Er widmete sich der sogenannten Neudeutschen (besser: Logischen) Schule, sowie den Miniaturen. Mehr als 50 seiner Aufgaben wurden in die FIDE-Alben aufgenommen. Er wurde mit dem Titel Internationaler Preisrichter für Schachkomposition und Internationaler Meister für Schachkompositionen der FIDE ausgezeichnet.
|   | a | b | c | d | e | f | g | h |   |
| 8 |   |   |   |   |   |   |   |   | 8 |
| 7 |   |   |   |   |   |   |   |   | 7 |
| 6 |   |   |   |   |   |   |   |   | 6 |
| 5 |   |   |   |   |   |   |   |   | 5 |
| 4 |   |   |   |   |   |   |   |   | 4 |
| 3 |   |   |   |   |   |   |   |   | 3 |
| 2 |   |   |   |   |   |   |   |   | 2 |
| 1 |   |   |   |   |   |   |   |   | 1 |
|   | a | b | c | d | e | f | g | h |   |

Lösung:

1. La7! (Asymmetrie) f6

2. Sb6 Ke3

3. Sc4+ Kf3

4. Sd2 matt

## Turnierschach
Auch im Turnierschach erreichte Breuer eine passable Spielstärke und hatte regionale Erfolge. Im Jahre 1923 wurde er westdeutscher Hochschulmeister, 1933 gewann er die Kölner Stadtmeisterschaft.

## Werke
- Schwalbenspätauslese, 1961
- Ein moderner Querschnitt durch das Jahr 1955, 1962
- Beispiele zur Ideengeschichte des Schachproblems, herausgegeben von Die Schwalbe, 1982, ISBN 3-922392-08-1.

## Privat
Breuer war Lehrer von Beruf. Im Zweiten Weltkrieg verlor er sein Heim in Köln, daher zog er nach Wildbergerhütte. Hier unterrichtete er von 1946 bis 1968.